# Martinet

Martinet este o comună în departamentul Vendée, Franța. În 2009 avea o populație de 844 de locuitori.